# Amaurobius occidentalis
Amaurobius occidentalis là một loài nhện trong họ Amaurobiidae.
Loài này thuộc chi Amaurobius. Amaurobius occidentalis được Eugène Simon miêu tả năm 1892.